# جوش هاوارد
جوش هاوارد (بالإنجليزية: Josh Howard)‏ مواليد 28 أبريل 1980 في وينستون-سالم، هو لاعب كرة سلة أمريكي بدأ مسيرته الاحترافية في سنة 2003. يبلغ طوله 6 قدم 7 بوصة (2.0 م).

## فرق لعب لها
- دالاس مافيريكس
- واشنطن ويزاردز
- يوتاه جاز
- مينيسيوتا تيمبر وولفز

## روابط خارجية
- جوش هاوارد على موقع إن بي أي (الإنجليزية)
- جوش هاوارد على موقع سبورتس رفرنس (الإنجليزية)
- جوش هاوارد على موقع كرة السلة الأوروبية.كوم (الإنجليزية)
- جوش هاوارد على موقع كلية كرة السلة في سبورتس رفرنس.كوم (الإنجليزية)
- جوش هاوارد على موقع ريلجم (الإنجليزية)
- جوش هاوارد على موقع بروبوليرز (الإنجليزية)
- جوش هاوارد على موقع سبورتس رفرنس (الإنجليزية)